# Saint-Mathias-de-Bonneterre
Saint-Mathias-de-Bonneterre est un village partagé entre les territoires des municipalités de Saint-Isidore-de-Clifton et Newport dans Le Haut-Saint-François au Québec. Il est situé dans la vallée du ruisseau Lyon, un affluent de la rivière Eaton Nord.